# Väljaküla
Väljaküla es una localidad del municipio de Saarde en el condado de Pärnu, Estonia, con una población censada a final del año 2011 de 43 habitantes. 
Se encuentra ubicada al sur del condado, cerca de la frontera con Letonia y con el condado de Viljandi.